# The John Larroquette Show
The John Larroquette Show est une série télévisée de sitcom américaine en 84 épisodes de 30 minutes, diffusée entre le 2 septembre 1993 et le 30 octobre 1996 sur le réseau NBC. Elle met en vedette l'acteur John Larroquette.
Cette série est inédite dans tous les pays francophones.

## Fiche technique
Sauf indication contraire, les informations mentionnées dans cette section peuvent être confirmées par la base de données cinématographiques IMDb,  présente dans la section « Liens externes ».
- Titre original : The John Larroquette Show
- Réalisation : John Whitesell, David Trainer, Gil Junger et Greg Antonacci
- Scénario : Don Reo, Judith D. Allison, Mitchell Hurwitz, James Vallely, J. J. Wall, Pam Brady, Eve Needleman, Bill Richmond, Michael Davidoff, Bill Rosenthal, Martin Weiss, Will Gluck, John Levenstein, Don Seigel, Dorothy Reo, Catherine LePard, Teresa O'Neill, David Richardson, John Ridley, Kell Cahoon, Tom Saunders, Brenda Hampton, Ron Zimmerman et David Rosenberg
- Photographie : Alan Keath Walker
- Musique : David Schwartz, Bruce Miller et David Cassidy
- Casting : Kathleen Letterie, Francine Maisler et Cami Patton
- Montage : Art Kellner et Skip Collector
- Décors :
- Costumes : Jane Ruhm
- Producteur : Joe Bergen, J. J. Wall, Michael Davidoff, Bill Rosenthal, Nastaran Dibai et Jeffrey B. Hodes
  - Producteur délégué : Mitchell Hurwitz, Paul Junger Witt, John Larroquette, Tony Thomas et Don Reo
  - Producteur superviseur : James Vallely, David Castro et Don Seigel
  - Producteur associé : Joe Catania et Gwen McCracken
  - Producteur codélégué : Martin Weiss, Paul Perlove, Judith D. Allison et David Richardson
  - Coproducteur : John Ridley et Douglas Jackson
- Sociétés de production : Impact Zone Productions, Witt/Thomas Productions et Warner Bros. Television Studios
- Société de distribution : NBC
- Chaîne d'origine : NBC
- Pays d'origine :  États-Unis
- Langue originale : anglais
- Genre : Sitcom
- Durée : 30 minutes

## Distribution

### Acteurs principaux et secondaires
- John Larroquette : John Hemingway
- Liz Torres : Mahalia Sanchez
- Daryl Mitchell : Dexter Wilson
- Gigi Rice : Carly Watkins
- Chi McBride : Heavy Gene
- Lenny Clarke : Officier Adam Hampton
- Elizabeth Berridge : Officier Eve Eggers
- Bill Morey : Oscar
- Alison La Placa : Catherine Merrick

### Invités
- John F. O'Donohue : Max Dumas
- Jazzmun : Pat
- David Crosby : Chester
- Omri Katz : Tony Hemingway
- Mayim Bialik : Rachel
- Ted McGinley : Karl Reese
- John Diehl : Chris
- Ryan Stiles : Kinkaid
- Jonathan Schmock
- T'Keyah Crystal Keymáh : Sara Jones
- Donna Mills : Carol
- Eric Christmas : Felix
- Victor Raider-Wexler
- Lea DeLaria : Lorelei
- Nikki Tyler : Teller
- Essence Atkins : Jocelyn
- Dinah Manoff : Kelly
- Ted Shackelford : Jim Matthews
- Glenn Shadix : Walker
- Dan McManus : Steve Hitler
- Kathleen York : Lisa
- Matthew Borlenghi : Bobby
- Jane Lynch : Mary Travers
- Marion Ross : Ruth Eggers
- Roscoe Lee Browne : M. Davis
- Graham Jarvis : Dr Kaufman
- Boyz II Men : eux-mêmes
- James Greene : Mike O'Donnel
- David Cassidy : Jefferson Kelly
- Doris Roberts : Mme Shenker
- Art Metrano : Jim
- Beah Richards : Emma
- Dion DiMucci : Dion
- David Byron : Firpo
- Dick Martin : Bill Eggers
- Joseph Lawrence : Sonny Watkins
- Phil Hartman : Otto Friedling
- Rip Torn : Bernard Galvin
- Timothy Daly : Thor Merrick
- Karyn Parsons : Annie
- Richard Mulligan : Richard Hemingway
- Dann Florek : Winters Lennox
- Betty White : elle-même
- Joe Lando : Todd
- Ann Magnuson : Amanda Cox
- Harry Anderson (en) : Dr Gates
- Bill Macy : Charlie
- Charles Robinson : Norm Jones
- Max Wright : Jackson Bishop
- Bill Erwin
- Kevin Michael Richardson : Curtis
- Matthew Perry : Steven
- Nestor Carbonell : Felicio
- Joe Pesci : lui-même
- Molly Shannon : Vivian
- Mila Kunis : Lucy Sanchez
- Ryan Reynolds : Tony Hemingway
- John O'Hurley
- Philip Baker Hall : M. Frank
- Ray Charles : lui-même
- Pat Crawford Brown : la mère de Chris

## Épisodes

### Saison 1
1. Pilot
2. Thirty Day Chip
3. Celibate!
4. This Is Not a Step
5. The Unforgiven
6. Pros and Cons
7. Jumping Off the Wagon
8. The Past Comes Back
9. There's a Mister Hitler Here to See You
10. Amends
11. Newcomer
12. My Hero
13. God
14. The Big Slip
15. Death and Dishonor
16. Don’t Drink and Drive Nuclear Waste
17. Eggs
18. Dirty Deeds
19. Another Average Night
20. John and Carol
21. Grit
22. Date Night
23. Wasted Lives
24. A Dark and Stormy Night

### Saison 2
1. Changes
2. Hiding Out
3. A Bird in the Hand
4. Good News/Bad News
5. The Tutor
6. Acting Alone
7. Vacation
8. The Book of Rachel
9. Freedom's Just Another Word for Nothing Left to Lose, But Then So's Desperate
10. Just Like a Woman
11. A Cult to the System
12. The Job
13. Faith
14. The Defiant One
15. Wrestling Matches
16. Whipping Post
17. Bad Pennies
18. Time Out
19. In the Pink
20. You Bet Your Life
21. Rachel Redux
22. Several Unusual Love Stories
23. The Wedding
24. And the Heat Goes On

### Saison 3
1. More Changes
2. Even More Changes
3. Rachel and Tony
4. A Moveable Feast
5. Johns
6. Night Moves
7. An Odd Cup of Tea
8. Love on the Line
9. Master Class
10. Ring of Fire
11. John's Lucky Day
12. Black and White and Red All Over
13. The Housewarming
14. Cosmetic Perjury
15. The Train Wreck
16. Some Call Them Beasts
17. Here We Go Again
18. The Dance
19. A Night to Remember
20. Independence Day
21. Hello, Baby, Hello
22. Intern Writer
23. Running for Carly
24. Happy Endings

### Saison 4
1. Untying the Knot
2. Mother of the Year
3. Bathing with Ernest Hemingway
4. The Blues Traveler
5. Copies
6. Isosceles Love Triangle
7. Napping to Success
8. Cheeses H. Taste
9. When Yussel Learned to Yodel
10. Humble Pi
11. Friends
12. Pandora's Box